# 顺化佛诞枪击案

佛教旗帜

顺化佛诞枪击案是指1963年5月8日，在越南共和国的顺化，有8名平民被南越政府軍枪杀。军队和警察向抗议政府禁止在佛诞日悬挂佛教旗帜的群众开火和投掷手榴弹。吴廷琰政府否认政府在事件中的责任，转而谴责越共在佛教徒中煽动不满情绪。这一事件引发了佛教徒反对吴廷琰天主教政权进行宗教歧视的抗议运动，称为“佛教徒危机”，在南越各地形成大规模的不合作运动。在紧张局势持续近6个月之后，1963年11月1日，军方发动了1963年南越政变，导致吴廷琰倒台和遇刺。